# València-Joaquín Sorolla
València-Joaquín Sorolla – stacja kolejowa położona w Walencji, obsługująca pociągi dużych prędkości (AVE). Znajduje się ona w samym centrum miasta około 200 metrów od València Norte, budowana w latach 2008–2010. Stacja znajduje się na skrzyżowaniu dwóch linii kolejowych w basenie Morza Śródziemnego: La Encina – Walencja oraz Walencja – Tarragona. W okolicy dworca zlokalizowane są dwie stacje metra:  – Plaça Espanya oraz  – Bailén.

## Połączenia kolejowe
- – Madryt Atocha
- Alaris – Madryt Chamartín, Alicante-Terminal, Barcelona Sants
- Euromed – Alicante-Terminal, Barcelona Sants
- Arco – Barcelona Sants, Sevilla Santa Justa, Badajoz, Málaga-María Zambrano, Almería, Granada
- – Barcelona Sants, Kartagena, Montpellier, Lorca-Sutullena, Murcia del Carmen
- Trenhotel – Barcelona Sants, Málaga-María Zambrano, Granada